# Collégiale Saint-Georges-et-Sainte-Ode d'Amay
La collégiale Saint-Georges-et-Sainte-Ode d'Amay est une collégiale située à Amay, en Belgique. Elle est un monument classé depuis 1933, inscrit au patrimoine exceptionnel de la Wallonie. La configuration actuelle du bâtiment est le fruit d'une longue évolution remontant au haut Moyen Âge. En élévation, les parties les plus anciennes encore présentes remontent au XIIe siècle, mais les fouilles archéologiques ont permis de mettre au jour les vestiges d'un bâtiment gallo-romain.
L'église et son cloître abritent un mobilier religieux et archéologique exceptionnel, dont deux chefs-d'œuvre inscrits dans la liste des biens classés de la Communauté française : le sarcophage de Chrodoara (VIIIe siècle) et la châsse de sainte Ode (XIIIe siècle). Le cloître abrite les collections du musée d'archéologie et d'art religieux, en lien avec l'histoire d'Amay et des alentours.

## Historique

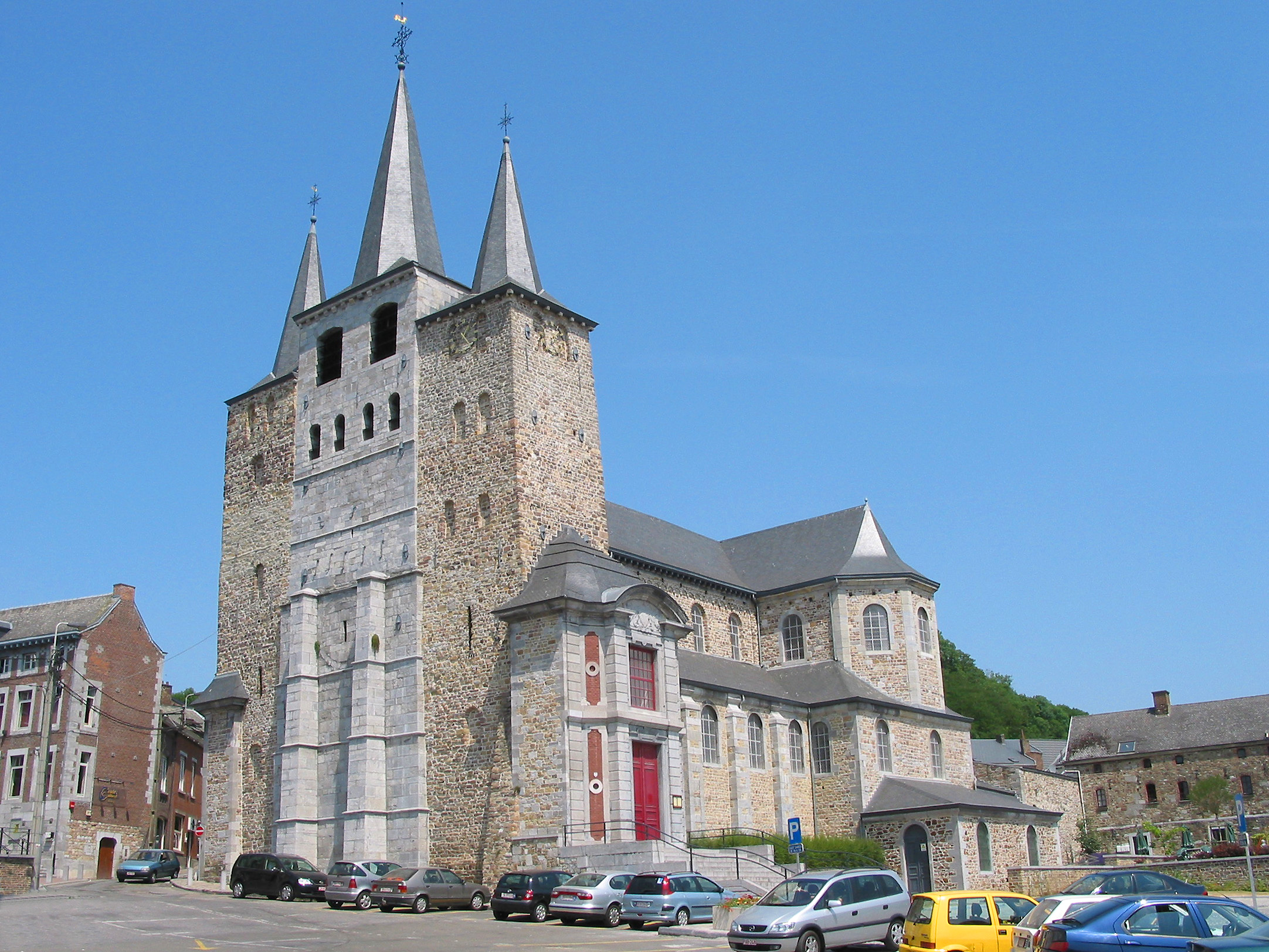
La collégiale, vue de la façade.

Des fouilles archéologiques sous l'église ont dégagé les fondations d'une construction gallo-romaine, et en particulier une partie de son hypocauste, et les fondations d'églises antérieures remontant à l'époque mérovingienne  (VIe et VIIe siècles), carolingienne (de la fin du VIIIe siècle au début du XIe siècle) et préromane (vers l'an 1000).
En 945, l'église est élevée au rang de collégiale avec l'installation d'un chapitre de neuf chanoines séculiers. Ce chapitre assure l'autorité spirituelle et temporelle du bourg jusqu'au XVIIIe siècle.
C'est sous l'épiscopat du prince-évêque Henri Ier de Verdun (1075-1091), qui disposait ici d'une domus, que l'édifice actuel semble avoir été reconstruit. Il est vraisemblablement terminé sous l'évêque Henri II de Leez (1145-1164). 
L'édifice roman était de style mosan ottonien. Il comportait un puissant avant-corps (appelé massif occidental ou westbau) composé de deux tours entourant une construction plus basse (comme l'église Saint-Barthélemy à Liège). Ce westbau se prolongeait par une nef flanquée de deux bas-côtés, d'un transept et d'un chœur à chevet plat. Les deux tours latérales et la haute nef avec ses arcatures lombardes datent encore de l'époque romane. Certains éléments d'entraits de la charpente ont été datés par dendrochronologie de 1100-1125. 
La première modification importante a lieu au XVIe siècle. Elle consiste en la surélévation du volume central entre les deux tours primitives. Une voûte couvre alors l'intérieur de la nef (un voutain avec son décor peint de rinceaux est encore visible au-dessus de l'orgue dans la tour centrale). 
Au XVIIe siècle, le chœur est reconstruit et les piliers carrés remplacés par des colonnes. 
Aux XVIIe et XVIIIe siècles, plusieurs campagnes de rénovation remettent l'édifice au goût du jour : reconstruction des bas-côtés, érection d'un transept à pans coupés, agrandissement des fenêtres de la nef principale, ajout des porches d'entrée au nord et au sud de l'avant-corps. En 1774, l'horloge est placée dans la tour sud. L'intérieur est lui aussi remis au goût du jour avec des stucs, des autels, un jubé et du mobilier dans le style baroque ou rococo. 
Au XIXe et XXe siècles, les interventions sont plus discrètes : pose de contreforts devant la tour centrale, aménagement du perron méridional. 
Des travaux de restauration ont eu lieu entre 1998 et 2001. 
Étienne Colin écrit : 
« La diversité des volumes de l'ancienne collégiale Saint-Georges et Sainte-Ode reflète la variété des mentalités qui ont prévalu à Amay. Ainsi, la simplicité rationnelle et la rudesse des volumes médiévaux ont lentement concédé aux idées nouvelles. L'inversion du rythme de la façade, le changement de support et de leur liaison, le placement d'une voûte, des ouvertures, l'agrandissement et l'ampleur des nouveaux volumes ont progressivement créé une harmonie générale qui caractérise l'édifice d'aujourd'hui. Cette homogénéité préservée de l'ensemble témoigne de la volonté des différents commanditaires de tenir compote, au-delà de leur prestige personnel, du sentiment et des moyens d'une communauté très attachée à son église. »

## Aspects architecturaux et artistiques

### Mobilier
Parmi le mobilier antérieur au XVIIe siècle, outre la châsse de Sainte-Ode et le sarcophage de Chrodoara, on relève de belles dalles funéraires du XVe siècle dans les transepts nord et sud et dans le cloître.
Pour le reste, l'essentiel du mobilier et du décor intérieur de l'église datent de la période entre le XVIIe siècle et le XIXe siècle.
Du XVIIe siècle, datent le jubé (1685) et le maître-autel. Le jubé, sous la tour centrale, séparait à l'origine le chœur de la nef. Il est déplacé en 1774 par l'abbé de Sluse. Il est composé de quatre pilastres à chapiteau ionique et d'une porte en bois ajourée. Deux médaillons signés Moretti ont fait place à deux autres bas-reliefs. Les médaillons figurent David jouant de la harpe et sainte Cécile jouant de l'orgue (fin 18e s.). Enfin, sur la balustrade couronnant le jubé, figure une peinture d'ange. 
L'autel principal est très architecturé, trait relativement rare en pays mosan. Il se divise en trois travées dont la partie centrale accueille l'autel proprement-dit et les parties latérales des portes dérobées. On y retrouve nombre d'éléments repris à l'architecture comme l'entablement, les niches, les pilastres à chapiteau et les frontons. L'ensemble est décoré de frises, rosaces, rinceaux, feuilles d'acanthe, pots à feu, statues et peintures. On y retrouve des statues attribuées à l'atelier de Jean Delcour. Il s'agit d'une Vierge assise sur une nuée de nuages portant sur ses genoux l'enfant Jésus à l'attitude espiègle et un Christ en croix.   
Le décor stuqué de l'édifice remonte au XVIIIe siècle. Parmi le mobilier d'intérêt, quatre grandes toiles ornent le chœur. Elles datent de 1725-1729 et sont l'œuvre de Jean-Baptiste Juppin (pour les paysages) et de Englebert Fisen ou Théodore-Edmond Plumier (pour les personnages). On y retrouve aussi un aigle-lutrin (1786), un piédestal en marbre blanc et noir (1729) et des stalles de style néoclassique (1785). Les chapelles latérales nord et sud (1771) sont fermées d'une grille en fer forgé et sont décorées d'un bas-relief signées du sculpteur liégeois Mélotte. 
Les bancs de communion, les confessionnaux, la chaire de vérité et les armoires des confréries datent du XIXe siècle.

### Le sarcophage de Chrodoara
En 1979, un sarcophage mérovingien a été découvert sous l'autel de l'église. Il s'avère être celui de Chrodoara d'Amay, vénérée sous le nom de sainte Ode à partir du XIe siècle.

### La châsse de sainte Ode et de saint Georges

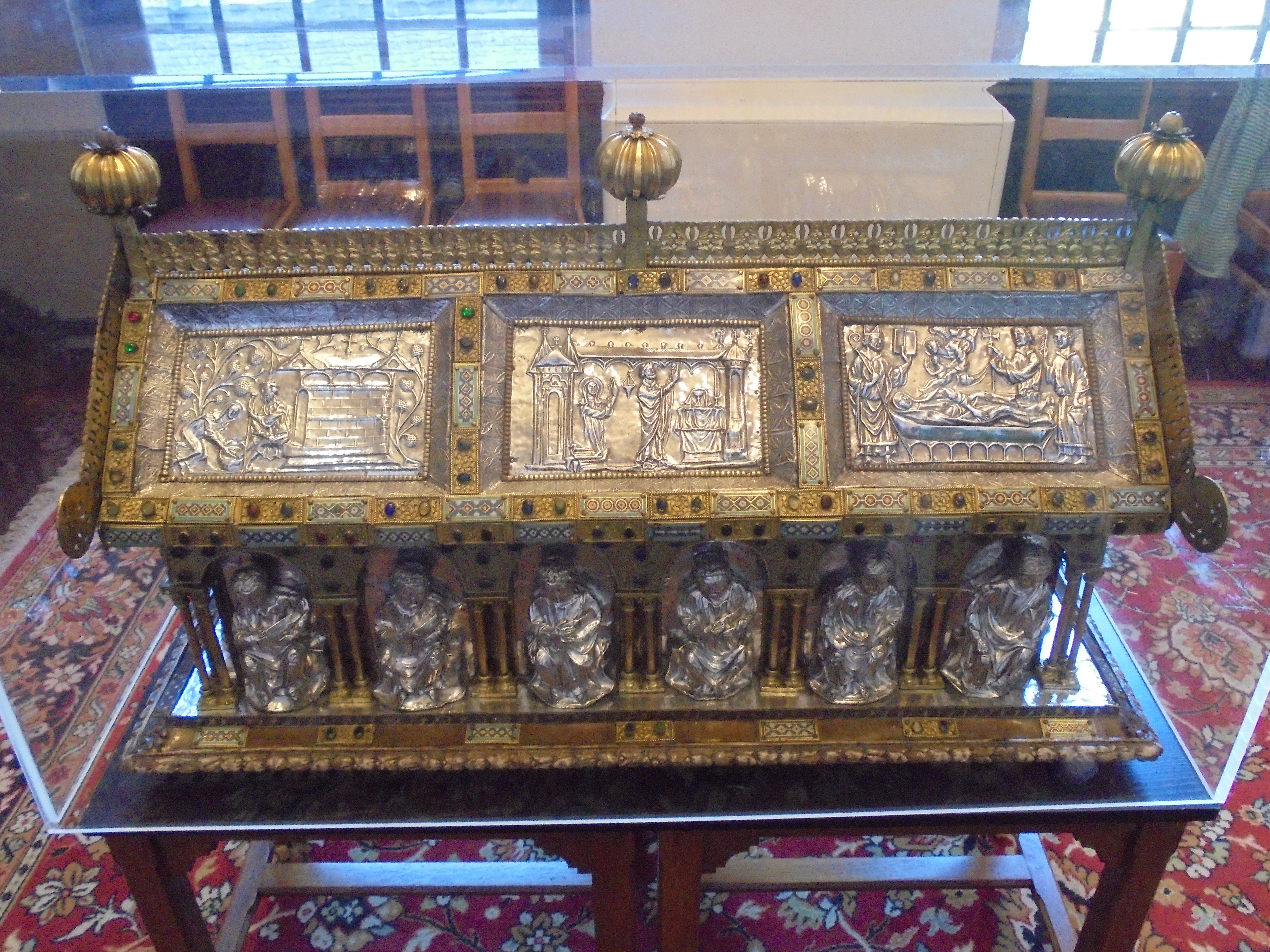
Châsse de sainte Ode.
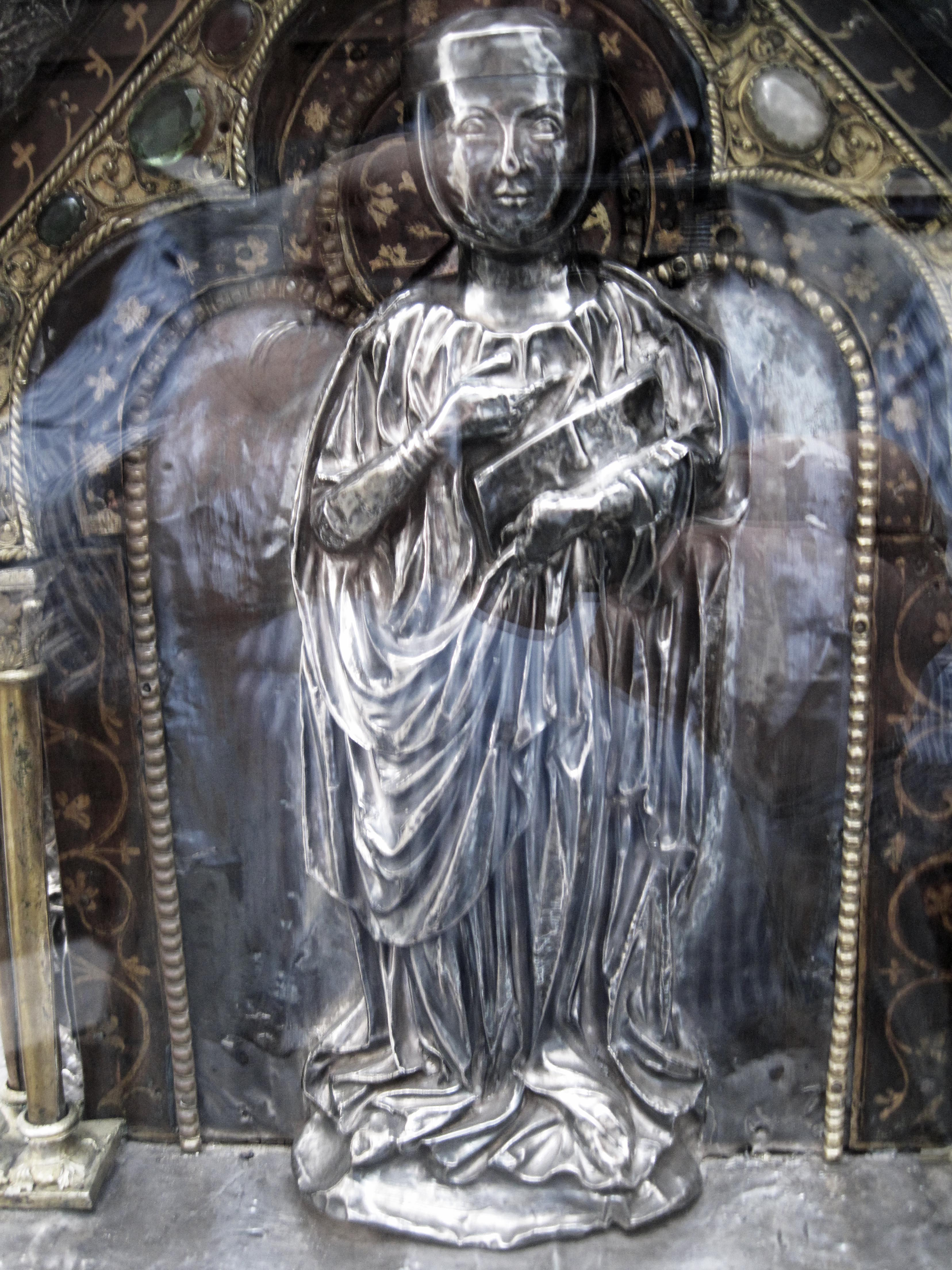
Sainte Ode représentée sur la châsse.

Chef-d'œuvre d'orfèvrerie mosane, la châsse en or, cuivre doré, argent, émail, vernis brun et cabochons fut réalisée entre 1245 et 1255.
Sur les pignons figurent, d'un côté, une statue de sainte Ode et de l'autre, une statue de saint Georges, toutes deux en argent repoussé. Sur les flancs, entre les colonnes, se trouvent douze statues (en argent repoussé), vraisemblablement les douze apôtres. Les bâtières sont divisées de chaque côté en 3 cadres dans chacun desquels on trouve des représentations d'un évènement marquant de la vie des deux saints.
La châsse contient les ossements d'une femme, supposée être sainte Ode, et une boite contenant les restes d'une canne en bois - peut-être celle représentée sur le sarcophage. Deux tissus espagnols du XIIe siècle que contenait la châsse sont aujourd'hui exposés dans le trésor de la cathédrale de Liège
Depuis janvier 2017, la châsse est exposée dans la salle capitulaire rénovée.

### Le trésor sous la tour
Sous la tour centrale, quelque œuvres et objets liturgiques sont exposés comme un Christ en croix de 1500, des statues de Saint-Vincent et Sainte-Marguerite du XVIe siècle, Sainte-Barbe et Saint-Roch du XVIIe siècle, Saint-Michel du XVIIIe siècle et un ostensoir-soleil du XIXe siècle de style néobaroque. 

### Le cloître et le musée communal d'archéologie et d'art religieux
Le cloître remonte au XIVe siècle mais a été reconstruit au XVIIe siècle. C'est l'un des rares cloîtres situé à l'est d'une église. 
Il abrite le musée communal d'archéologie et d'art religieux qui rassemble pour l'essentiel les collections archéologiques du cercle Hesbaye-Meuse découvertes sur le sol amaytois. On y trouve ainsi des fragments de peintures romaines, du matériel retrouvé dans des tombes à inhumation mérovingiennes (boucles de ceinture damasquinées, verres, céramiques…), des artefacts retrouvés dans et aux abords de la collégiale, mais aussi un Christ en croix du XVe siècle situé jadis rue de l'hôpital à Amay. 